# Перистом мохів
Перистом (з грец. „пері“ - навколо, та „стома“ - рот) — ряд зубців, що оточують отвір спорангія мохів. Він захищає спори від намокання і регулює їхнє розсіювання.
Простий перистом складається з одного ряду цілісних або розщеплених зубців або ниток, часто спірально скручених (наприклад, у більшості листостеблових мохів). Подвійний перистом листяних складається з зовнішнього і внутрішнього перистома.
Перистом може мати вигляд зубчиків, війок, сіточки; складатися з однієї або декількох клітин або тільки зі стінок клітин кільця. Загальним для перистома всіх зелених мохів є його гігроскопічність; У вологу погоду зубці перистомом згинаються всередину і закривають вхід в коробочку, і чим вище вологість, тим щільніше вони згинаються. В суху ж погоду зубці, навпаки, відгинаються назовні, відкриваючи вустя і дозволяючи спорам безперешкодно висипатися.